# Circuito Nacional Belfort
El Circuito Nacional Belfort (CNB) es una estación de radio (anteriormente cadena nacional) que opera en la ciudad de Mérida, y estuvo como sede en la ciudad de Caracas desde su fundación en 1991 por iniciativa de Nelson Belfort Yibirin. Sin embargo, el 1 de agosto de 2009 la emisora se desintegró debido a que las concesiones fueron expropiadas por el antes presidente de Venezuela Hugo Chávez por la oposición a su gobierno. Las concesiones fueron repartidas entre simpatizantes del gobierno y pastores de Iglesias Evangélicas. La sede de CNB se mudó a la ciudad de Mérida como sede y matriz, donde es la única emisora de radial en el aire y logró su acogía popular a pesar del cierre de la cadena radial. Entre sus propias se destacó: Aló Ciudadano que se transmitió por Globovisión. Actualmente, CNB cambió su programación al nivel nacional, aumentando su cobertura a través de sus afiliadas.

## Emisoras del circuito

### Emisora Actual
- 95.3 FM CNB Merideña, Mérida,

Estado Mérida. Es la única emisora de radio del circuito que se mantiene al aire, y es la emisora matriz.

### Frecuencias que está en otras licencias
- 102.3 FM, Caracas CNB Caracas Matriz del Circuito (hoy Salsa Caribe).
- 100.1 FM Valencia, Estado Carabobo CNB Valenciana (hoy Wamma FM).
- 94.5 FM Rubio, Estado Táchira CNB Tachirense (hoy Explosión Estéreo).
- 96.1 FM Punto Fijo, Estado Falcón CNB Falconiana (hoy Carirubana FM).
- 102.1 FM Maracaibo, Estado Zulia CNB Zuliana (hoy Mundial Zulia).
- 93.7 FM Barcelona, Estado Anzoátegui CNB Anzoátegui (hoy Circuito Unión Radio).
- 88.1 FM Ciudad Guayana, Estado Bolívar CNB Guayanesa (hoy Circuito Unión Radio).
- 102.5 FM Trujillo, Estado Trujillo CNB Trujillo (hoy Trujillo 102.5).
- 91.3 FM El Vigía, Estado Mérida CNB 91.3 (Hoy GIGA 91.3).
- 96.7 FM Barquisimeto, Estado Lara CNB Lara (hoy Rebelarte Radio).